# تومي هورسفال
تومي هورسفال (بالإنجليزية: Tommy Horsfall)‏ هو لاعب كرة قدم بريطاني في مركز الوسط، ولد في 7 يناير 1951 في هميلتون في المملكة المتحدة. لعب مع سكونثورب يونايتد وكامبريدج يونايتد ونادي بوري ونادي دوفر ونادي ساوثيند يونايتد ونادي هاليفاكس تاون.